# 毛毛蟲波羅
《毛毛蟲波羅》（日语：毛虫のボロ）是部由日本吉卜力工作室製作，動畫導演宮崎駿所執導於2018年春季上映的以毛毛蟲為題材之短篇動畫。

## 劇情
在草堆裡頭，有隻在黎明前從卵裡孵化出的毛毛蟲，之後它在太陽露出時刻踏上了會遇見天敵或是夥伴的未知旅程。

## 過程
先前在宮崎駿決定要拍攝1997年動畫電影《魔法公主》時，他曾另有準備一套名為《毛毛蟲波羅》的作品企劃書。當時《毛毛蟲波羅》的劇情構思內容，主要是描述一條毛毛蟲從大街上的樹木，前進至另一棵樹之過程當中所展開的冒險故事。
之後因吉卜力影片製作人鈴木敏夫當時認為那時期已將近六十歲的宮崎駿，往後應該很難再有製作動畫的體力。便希望他挑選有著大量動作場面的《魔法公主》，來作為是他個人最後執導，以及聲勢最浩大的一部作品。
不過拍攝完《魔法公主》的宮崎駿往後仍繼續製作多部動畫電影，在執導完2013年作品《風起》時雖曾發表退休聲言表示不再從事長篇動畫製作，但在休憩一陣子後於2015年夏季開始進行想將過去的構想《毛毛蟲波羅》拍攝成短篇動畫。
《毛毛蟲波羅》的手稿分鏡以及拍攝情況，之後有在2016年NHK電視台播放的紀錄片《永不休止的宮崎駿》裡透露出來，

## 製作
劇情內容的啟發，來自於宮崎駿小學時期所學的植物光合作用現象，當時他對於光合作用感到興趣，並幻想著如果是以蟲子的角度是否能目睹到該過程變化。另外他小時看過的由花野原芳明創作的1948年漫畫《小蜘蛛的冒險》，當中所收錄一則名叫《飛天的惡魔》的短篇裡頭，擬人化的綠毛毛蟲角色在身體感到痛苦時；腹部突然爆裂冒出一堆寄居在他體內寄生蜂的一幕，也讓當時的宮崎駿帶來深刻印象。
作畫上是採用電腦的CG繪圖技術，為宮崎駿首次想嘗試的挑戰。電腦繪圖團隊則是以曾在2015年動畫《花與愛麗絲殺人事件》裡擔任過CG指導的櫻木優平為中心。
內容裡波羅所發出的聲音以及一些背景音效是由藝人塔摩利所表現，他之前就有在以各種生活周遭音效為主題的吉卜力短篇動畫《尋找棲所》裡演出。影片片尾曲則是與宮崎駿長期合作的音樂家久石讓提供。

## 公開
作品原先預計於2017年7月期間上映，之後延遲到2018年3月21日公開，並且僅在吉卜力美術館的土星座電影館裡播放。上映前的試映會是在公開前一週裡3月14日舉行。

## 外部連結
- 吉卜力美術館的《毛毛蟲波羅》介紹 （页面存档备份，存于）（日語）